# 教会改革
教会改革（きょうかいかいかく）とは、11世紀半ばから12世紀半ばにいたる中世ヨーロッパのキリスト教教会における改革。教皇権が王権に対して優位となった。改革以前までは聖職者と俗人がともに教会（エクレシア）に属していたが、教会改革において俗人が次第に締め出されて、教皇首位権のもとに教階制（ヒエラルキア）へと統合されていった。教皇改革、教皇革命ともいう。従来知られてきた叙任権闘争やグレゴリウス改革を含めて、さらにその前後のより広い時期を指す。

## 名称
関口武彦は、従来知られてきた叙任権闘争やグレゴリウス改革という理解に代わって、教皇改革という呼称を提唱している。以下がその理由である。
- A・フリッシュのいうグレゴリウス改革という概念では、教皇グレゴリウス7世の功績を過大評価しているし、王権と祭司権の対立を巡る改革がグレゴリウス7世以前にまで適用されるのは不適切である。
- 教皇グレゴリウス7世と皇帝ハインリヒ4世との対立の原因は必ずしも叙任権を巡ってのものではなかった。
- 俗人叙任を巡る本格的な論戦が開始されるのは、ハインリヒ5世が即位して以降である。
- 従来の「叙任権闘争」や「グレゴリウス改革」理解では、1122年のヴォルムス協約を終期とされてきたが、翌年のラテラノ公会議での改革方針が貫徹されていく過程を視野におさめる必要があり、ルキウス2世（在位：1144年 - 1145年）が目安になる。
- ド・リュバック、ラードナー、カントーロヴィッチらの中世政治神学研究によれば、教会を一つの神秘体（unum corpus mysticum)として捉える見方は12世紀半ばであり、「キリストの神秘体」が強調されるのは、教皇改革による聖職者主義への反動であった。

また、グレゴリウス改革はたんなる改革ではなく、神聖ローマ皇帝は世俗的な権威にすぎないとして、聖職権能を教皇が独占しようとするもので、「前ヨーロッパ」の秩序を根底から覆すものであったという意味で教皇革命ともいう。アメリカの法制史学者ハロルド・バーマンは聖俗混交を覆すものであった点で「教皇革命」と呼び、山内進もこの用語を使用している。
このほか、教皇史学者ゲオルク・シュトラックは1050年から1120年にかけての時期を改革教皇権の時代として特徴づけられるという。

## 歴史
11世紀半ばから12世紀半ばにいたるヨーロッパの教会改革では、それまで聖職者と俗人がともにエクレシア（教会）に属していたのが、俗人が次第に締め出されて、教皇首位権のもとに教階制（ヒエラルキア）へと統合されていった。関口武彦は教皇改革を、次の三期に分けている。その時期に就任した教皇と対立教皇も記す。
- 第一期：クレメンス2世からグレゴリウス7世まで（1046年-1085年）
- 第二期：ウィクトル3世からゲラシウス2世まで（1086年-1119年）
- 第三期：カリクストゥス2世からルキウス2世まで（1119年-1145年）

### 教会改革時代の教皇一覧
- クレメンス2世　(在位：1046-1047)
- ベネディクトゥス9世　(1047-1048)
- ダマスス2世　(1048-1048)
- レオ9世　(1049-1054)
- ウィクトル2世　(1055-1057)
- ステファヌス9世　(1057-1058)
- ニコラウス2世　(1058-1061)
  - 対立教皇 ベネディクトゥス10世　(1058-1059)
- アレクサンデル2世　(1061-1073)
  - 対立教皇 ホノリウス2世　(1061-1064)
- グレゴリウス7世　(1073-1085)
  - 対立教皇 クレメンス3世　(1080、1084-1100)

- ウィクトル3世　(1086-1087)
- ウルバヌス2世　(1088-1099)
- パスカリス2世　(1099-1118) 
  - 対立教皇 テオドリクス　(1100-1101)
  - 対立教皇 アルベルトゥス　(1101)
  - 対立教皇 シルウェステル4世　(1105-1111)
- ゲラシウス2世　(1118-1119)
  - 対立教皇 グレゴリウス8世　(1118-1121)
- カリストゥス2世　(1119-1124)
- ホノリウス2世　(1124-1130)
  - 対立教皇 ケレスティヌス2世　(1124)
- インノケンティウス2世　(1130-1143)
  - 対 アナクレトゥス2世　(1130-1138)
  - 対 ウィクトル4世　(1138)
- ケレスティヌス2世　(1143-1144)
- ルキウス2世　(1144-1145)
- エウゲニウス3世　(1145-1153)
- アナスタシウス4世　(1153-1154)
- ハドリアヌス4世　(1154-1159)
- アレクサンデル3世　(1159-1181)

### レオ9世
レオ9世の時代には教皇統治における中央集権化の萌芽がみられる。レオ9世はシモニアにも反対し、聖職者の婚姻にも反対姿勢をとった。レオ9世は教会の改革に着手したが、皇帝の世俗権力と対立することはなかった。またこの頃、文書保存がパピルスから獣皮紙に変わり、保存性が高まり、文書の流通を高めた。

### ニコラウス2世：教皇選挙教令
ニコラウス2世は1059年のラテラノ公会議で教皇選出は司教枢機卿が審議し、国王の権限を排除した教皇選挙教令を決議した。教皇選挙教令はドイツでは無効とされたが、皇帝の聖性を否定することで、それまでの聖俗混交を根底から改革していくものであった。
1071年にはミラノ大司教が皇帝ハインリヒ4世に指輪と杖を返還し、王は後任の司教を選任したが、ミラノでは教会改革派が選出され、教皇アレクサンドル2世が承認したため、皇帝と教皇は対立した。

### グレゴリウス7世:グレゴリウス改革
聖職売買汚職からの教会浄化を目指す教皇グレゴリウス7世は1075年の教皇訓令書（Dictatus papae　ディクタートゥス・パパエ)では、「教皇のみが皇帝の支配権標を用いうる」と書かれ、さらに教皇が皇帝廃位権(皇帝を退位させる権利）を持つとして「教会の自由」を宣言した。こうして世俗的事柄は世俗君主が管理し、霊的事柄は教会が管理するという聖俗分離が主張され、教会の世俗権力からの自由と解放が追求された。
一方の皇帝ハインリヒ4世は教皇の廃位を決定した。それまでオットー大帝もハインリヒ3世も教皇の退位を容易に決定していたが、グレゴリウス7世は皇帝の圧力に屈せず、1076年皇帝を破門し、ハインリヒ国王からドイツ王国とイタリア王国の統治を奪いあげると明記し「何人であれ、彼があたかも国王であるかのように、彼に仕えてはならない」と断言した。さらに王権強化を恐れた諸侯は皇帝に教皇への服従を求めて、一年以内に破門赦免が与えられなければ退位するよう決定した。孤立したハインリヒ4世は教皇廃位を取り消したが好転せず、1077年カノッサの屈辱において皇帝は教皇に破門解除を請願した。翌年教皇は「聖職者は皇帝または国王または俗人から叙任を受けてはならない」と教令を出した。これらの聖職叙任権闘争（別名グレゴリウス改革）において教皇権が皇帝権に対して優位となり教皇権至上主義が頂点に達した。
しかし、その後も皇帝と教皇の対立は続き、ドイツの反皇帝派が対立王ルドルフを立て教皇が承認すると、皇帝は再び教皇を廃位し、ラヴェンナ大司教ヴィーベルトを対立教皇として任命した。エルスターの戦いでルドルフが死去すると、1084年皇帝はローマに進軍し、敗れたグレゴリウス7世はサレルノへ逃れ、ヴィーベルトが教皇クレメンス3世となった。

### ウルバヌス2世
教皇ウルバヌス2世は教会改革を踏襲し、皇帝に対抗してトスカーナ女伯マティルダとバイエルン公子ヴェルフ5世を結婚させ、南ドイツと北イタリアに反皇帝派の勢力圏を築いた。
皇帝の長子コンラートは教皇派へ離反したため教皇はこれを廃嫡し、次男ハインリヒを国王とした。しかし、ハインリヒ5世は教会と和解すると、父を幽閉し、皇帝の地位を放棄させた。ハインリヒ5世は逃亡したが、死去した。

### ヴォルムス協約
その後皇帝ハインリヒ5世は教皇パスカリス2世とレガリア返還で対立したが、諸侯から教皇への服従を要求された皇帝と教皇カリストゥス2世はヴォルムス協約(1122年)を締結し、皇帝は叙任権を放棄し、教皇は皇帝列席のもとで聖職売買なしに司教が選出されることを認めることで叙任権闘争は解決した。ヴォルムス協約も妥協の産物であり、聖俗分離がそれほど明確ではなかったものの、教会改革はそれまでの聖俗の結びついた政治構造を分離し、両権力の棲み分けを目指したことで、政治と宗教のあり方を巡る基本認識が変化し、ヨーロッパ全域がこの構造的変化のなかに置かれていくようになった。

## 影響
教会改革によってそれまでの貴族・自由人（農民的戦士）・非自由人という身分区別に代わって、聖職者・騎士・農民という身分概念が形成された。すでにフランク王国において、封主が封臣に恩貸地を支給することで授封され、一方の封臣は封主へ託身し、家臣として軍役などを負う義務を果たす双務的な保護・服従関係である封建制が発達していた。教会改革における国王と教皇の争いや、ヴォルムス協約までの国内の私戦（フェーデ)は封建化を強く推し進めた。多くが独立農民であった「自由人」は自主地を持ち、封主を持たず、国王の支持層であったが、私戦の時代においては自身を守りきれず、身近な強力な領主に頼るようになった。新しい勢力である有力貴族は国王に対峙するようになっていった。

## 文献案内
- 上條敏子「書評　小田内隆『異端者たちの中世ヨーロッパ』 (日本放送出版協会，2010年)」
- 赤阪俊一「ヨーロッパ中世における聖職者のマスキュリニティ」埼玉学園大学紀要. 人間学部篇 7, 67-78, 2007-12
- 岡崎敦「中世パリ司教座教会における 「偽」文書作成(11-12世紀) ―ベネディクトゥス7世教皇文書の再検討―」史淵, 153, 59-86, 2016.03.九州大学